# Arkells
Arkells est un groupe canadien de rock, formé à Hamilton, Ontario. En 2008, ils ont signé avec Dine Alone Records, maison des gros noms canadiens comme City and Colour, Bedouin Soundclash, Black Lungs et Cancer Bats.

## Historique
Partageant chacun un amour du son cru et rock à la Springsteen qui inspire un jeune à prendre une guitare et former un groupe, Arkells a été formé à Hamilton, Ontario, en 2006. L'ambitieux et prolifique groupe de cinq personnes a rapidement trouvé son style et ont enregistré leur premier EP intitulé Deadlines en 2007. À partir de la première note de guitare sur la première piste, le EP de six chansons a démontré l'habile mélange créé par Arkells: du blues, du rock moderne et une touche de Motown. Leurs mélodies accrocheuses et leur énergie débridée en spectacle leur a valu la critique du NOW Magazine décrivant Arkell s comme ayant «une excellente qualité musculaire qui les distingue des autres groupes d'indie-rock déprimants...". Depuis la sortie de Deadlines, le groupe a parcouru le Canada en partageant la scène avec Bedouin Soundclash, Constantines, Alexisonfire et City and Colour. Lors de performances plus récentes, ils ont fait la première partie des légendes du rock Black Crowes ainsi que le MTV Live et le V-Fest. Avec leurs performances sur scène qui alimentent l'engouement créé par leur EP, le groupe est rapidement tombé dans l'oreille de Dine Alone Records qui a re-sorti Deadlines sous forme électronique en mars 2008.
Leur premier disque intitulé Jackson Square paraîtra le 28 octobre, 2008 sur Dine Alone. Ce disque comprend les chansons Oh, the Boss Is Coming, No Champagne Socialist et Ballad of Hugo Chavez.
En juin 2021, leur musique "You Can Get It" apparaît dans la bande-annonce du jeu vidéo Forza Horizon 5, et également sur une des chaînes de radio dans le jeu même. Cet évènement aida "You Can Get It" à devenir une de leur musique les plus joués sur Spotify.

## Membres
- Max Kerman  – chanteur, guitare
- Mike DeAngelis – chanteur, guitare
- Dan Griffin – chanteur, clavier, guitare
- Nick Dika – guitare basse
- Tim Oxford – batterie, percussion

## Discographie
| Date de sortie   | Titre                                        | Étiquette          |
| 2007             | Deadlines - EP                               | Auto-publié        |
| 2008             | Deadlines - EP (Re-publication électronique) | Dine Alone Records |
| 28 octobre, 2008 | Jackson Square                               | Dine Alone Records |

## Liens
- Arkells sur MySpace
- Dine Alone Records